# Nick Offerman
Pour les articles homonymes, voir Offerman.
Nick Offerman, né le 26 juin 1970 à Joliet (Illinois), est un acteur américain.
Il est notamment connu pour son rôle de Ron Swanson dans la série Parks and Recreation. Parallèlement à son métier d'acteur, il est également menuisier.

## Biographie
Nick Offerman est né à Joliet dans l'Illinois, et a grandi à Minooka dans l'Illinois. Il est le fils de Cathy (née Roberts), une infirmière, et de Ric Offerman, professeur d'études sociales dans un lycée près de Channahon. Offerman a été élevé comme catholique et a reçu le baccalauréat en beaux-arts de l'Université de l'Illinois à Urbana-Champaign en 1993. Cette année-là, lui et un groupe d'étudiants ont fondé Defiant Theatre, une troupe de théâtre basée à Chicago.

### Carrière
Nick Offerman connait la reconnaissance en campant entre 2009 et 2015, le rôle du libertarian et directeur du département des parcs et des loisirs de Pawnee Ron Swanson, un des principaux personnages de la sitcom Parks and Recreation diffusée sur NBC et créée par Greg Daniels et Michael Schur.

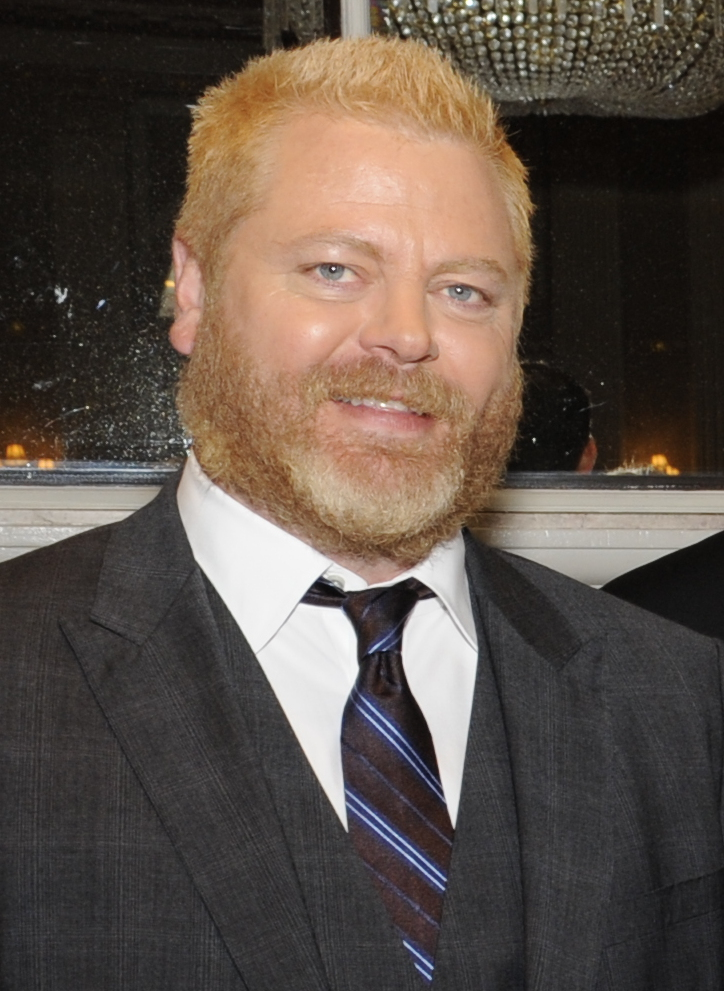
L'acteur aux Peabody Awards de 2012.

En 2020, il joue son propre rôle dans le dernier épisode de la sitcom The Good Place, retrouvant ainsi le créateur Michael Schur. La même année, il change de registre avec son rôle dans la série de science-fiction et techno-thriller Devs d'Alex Garland, dans laquelle il joue Forest, le directeur de la société qui donne son nom à la série qui est diffusée sur FX.
En 2023, Offerman tient le rôle du survivaliste et conspirationniste Bill dans le troisième épisode de la série télévisée d'HBO The Last of Us, d'après le le jeu vidéo homonyme sorti en 2013. Sa performance, ainsi que celle de son partenaire de jeu Murray Bartlett, sont acclamées par les critiques, de même que l'épisode qui pour certains, est considéré comme un des meilleurs jamais diffusés,,.

### Travail du bois
En plus de sa carrière d'acteur, il est également constructeur de bateaux professionnel et possède une menuiserie, Offerman Woodshop. Il y fabrique divers objets et structures de bois, telles que des canoës et des bateaux. Il a sorti, en 2008, un DVD didacticiel, Fine Woodstrip Canoe Building with Nick Offerman, tourné par Jimmy Diresta (lequel a été payé par le second canoë construit par Nick Offerman). Les scénaristes de Parks and Recreation ont intégré la menuiserie au personnage joué par Offerman.

### Vie privée
Il épouse Megan Mullally en 2003.

## Filmographie

### Cinéma

#### Films
- 2005 : Sin City : Shlubb
- 2005 : Miss FBI : Divinement armée (Miss Congeniality 2: Armed and Fabulous) de John Pasquin : Karl Steele
- 2009 : Les Chèvres du Pentagone de Grant Heslov : Scotty Mercer
- 2010 : Love and Secrets d'Andrew Jarecki : Jim McCarthy
- 2011 : Slacker 2011 : Scooby Doo Philosopher
- 2012 : Smashed de James Ponsoldt : Dave Davies
- 2012 : Somebody Up There Likes Me de Bob Byington : Sal
- 2012 : 21 Jump Street de Phil Lord et Chris Miller : Chef Hardy
- 2012 : Casa de mi Padre de Matt Piedmont : DEA Agent Parker
- 2013 : The Kings of Summer de Jordan Vogt-Roberts : Frank
- 2013 : In a World… de Lake Bell : Heners
- 2013 : Les Miller, une famille en herbe (We're the Millers) de Rawson Marshall Thurber : Don Fitzgerald
- 2013 : Paradise de Diablo Cody : Doug Mannerheim
- 2013 : Tuna de Bob Byington : Nick
- 2014 : Date and Switch de Chris Nelson : Terry
- 2014 : 22 Jump Street de Phil Lord et Chris Miller : Chef Hardy
- 2014 : Believe Me de Will Bakke : Sean
- 2015 : Danny Collins de Dan Fogelman : l'interviewer
- 2015 : Welcome to Happiness d'Oliver Thompson : Moses
- 2015 : Randonneurs amateurs (A Walk in the Woods) de Ken Kwapis : REI Dave
- 2015 : Knight of Cups de Terrence Malick : Scott
- 2016 : Le Fondateur (The Founder) de John Lee Hancock : Richard McDonald
- 2017 : Les Bonnes Sœurs (The Little Hours) de Jeff Baena : Lord Bruno
- 2018 : Sale temps à l'hôtel El Royale (Bad Times at the El Royale) de Drew Goddard
- 2018 : Hearts Beat Loud de Brett Haley : Frank Fisher
- 2018 : Nostalgia de Mark Pellington : Henry Greer
- 2023 : Dumb Money de Craig Gillespie : Ken Griffin
- 2023 : Noël à Candy Cane Lane (Candy Cane Lane) de Reginald Hudlin
- 2024 : Civil War d'Alex Garland : le Président des États-Unis
- 2024 : The Life of Chuck de Mike Flanagan : le narrateur
- 2025 : Mission: Impossible - The Final Reckoning de Christopher McQuarrie : général Sydney, chef d'état-major des armées
- 2025 : Sovereign de Christian Swegal : Jerry Kane

#### Films d'animation
- 2012 : Ernest et Célestine de Stéphane Aubier, Vincent Patar et Benjamin Renner : George (doublage, version américaine)
- 2014 : La Grande Aventure Lego (The Lego Movie) de Phil Lord et Chris Miller : Metalbeard
- 2015 : Hôtel Transylvanie 2 de Genndy Tartakovsky : Grand-père Mike
- 2016 : L'Âge de glace : Les Lois de l'Univers : Gavin
- 2019 : La Grande Aventure Lego 2 (The Lego Movie 2: The Second Part) de Mike Mitchell et Trisha Gum
- 2021 : Tous en scène 2 de Garth Jennings : Norman
- 2022 : Chasseurs de trolls : Le Réveil des Titans (Trollhunters: Rise of the Titans) : Vex
- 2025 : Les Schtroumpfs, le film (Smurfs) de Chris Miller : Ken

### Télévision

#### Séries télévisées
- 2001 : Will et Grace : Plombier (Saison 4, épisode 9 et 10)
- 2003 : Gilmore Girls : Beau Belleville, le frère de Jackson (saison 4, épisode 7)
- 2003 : 24 : Marcus (saison 2, épisode 20-21)
- 2004 : Deadwood : Eaux troubles (saison 1 épisode 2) : Tom Mason
- 2005 : Monk : Monk en campagne (saison 3 épisode 15) : Jack Whitman
- 2008 : Will et Grace : Jackson Boudreaux (saison 9, épisode 8)
- 2008-2015 : Childrens Hospital : Chance Briggs (12 épisodes)
- 2009-2015 : Parks and Recreation : Ron Swanson
- 2013 : Conan : Ron Burgundy
- 2013 : Drunk History : Johnny Cool
- 2014 : Kroll Show : Vanya
- 2014 : Last Week Tonight with John Oliver : Dave (Home Depot)
- 2015 : Fargo : Karl Weathers (saison 2)
- 2015 : Brooklyn Nine Nine : Ava (saison 3 épisode 8) : Frederick
- 2018 : Making It : lui-même (présentateur)
- 2019 : Good Omens : Thaddeus Dowling
- 2020 : The Good Place : lui-même (menuisier) (saison 4, épisode 13)
- 2020 : Devs : Forest
- 2022 : Pam and Tommy : Oncle Miltie / Michael Morrison
- 2022 : The Resort : Murray Thompson
- 2022 : Une équipe hors du commun (A League of Their Own)  : Casey "Dove" Porter
- 2023 : The Last of Us : Bill
- 2024 : The Umbrella Academy : Dr. Gene Thibedeau (saison 4)

#### Séries d'animation
- 2012-2014 : Bob's Burgers : Cooper
- 2012 : The Cleveland Show : Harris Grundle
- 2013 : Out There : Doug
- 2013-2015 : Axe Cop (en) : Axe Cop
- 2014 et 2021 : Les Simpson : Captain Bowditch (saison 26, épisode 2 et saison 32, épisode 17)
- 2014-2015 : Gravity Falls : Agent Powers
- 2018 : Le Trio venu d'ailleurs : Les Contes d'Arcadia (3Below: Tales of Arcadia) : Varvatos Vex

### Clips vidéo
- 2012 : Fidlar :  Cocaine
- 2014 : The Decembrists : Make you better

## Voix francophones
En version française, Nick Offerman est dans un premier temps doublé par plusieurs comédiens, dont Bruno Magne dans Smashed et Les Miller, une famille en herbe
ou encore Michel Dodane dans 21 Jump Street et sa suite. Il est également doublé par  Pascal Massix dans  Sin City, Jean-François Aupied dans Miss FBI : Divinement armée, Franck Capillery dans Les Chèvres du Pentagone, David Manet dans Love and Secrets et François Siener dans This Is Not a Love Story.
À partir du milieu des années 2010, Bernard Métraux devient sa voix régulière, le doublant dans Parks and Recreation, Fargo, Brooklyn Nine-Nine, Le Fondateur ou encore Lucy in the Sky. En parallèle, il est doublé par Martin Spinhayer dans Les Bonnes Sœurs, Pierre Margot dans Sale temps à l'hôtel El Royale, Jérémie Covillault dans Pam and Tommy, Emmanuel Gradi dans The Resort et Alexis Victor dans The Last of Us.
En version québécoise, Manuel Tadros le double dans Miss FBI : Divinement armée, Toutes bonnes choses, les Jump Street ou encore Nous sommes les Miller.